# Angoche
Angoche è un centro abitato del Mozambico, situato nella Provincia di Nampula.
Fondata nel XVII secolo dai portoghesi, venne ridenominata nel 1895 António Enes in onore dell'omonimo amministratore coloniale che sedò una rivolta in quell'anno. La città tornò alla denominazione originale nel 1975, poco dopo l'indipendenza dello stato.